# Wapen van Noordbroek (gemeente)

Het wapen van Noordbroek

Het wapen van Noordbroek werd op 3 juli 1950 per Koninklijk Besluit door de Hoge Raad van Adel aan de Groninger gemeente Noordbroek toegekend. Vanaf 1 juli 1965 is het wapen niet langer als gemeentewapen in gebruik omdat de gemeente Noordbroek opging in de gemeente Oosterbroek. 

## Blazoenering
De blazoenering van het wapen luidt als volgt:
Doorsneden ; I in goud een romaanse kerk van keel, II in azuur een zilveren lelie. Het schild gedekt door een gouden kroon van drie bladeren en twee paarlen.

## Verklaring
De kerk is afkomstig van het oude kerspelwapen. De lelie staat symbool voor de familie Gockinga, een invloedrijke familie in de streek. Het schild is gedekt met een gravenkroon.
Adorp
· Aduard
· Appingedam
· Baflo
· Bedum
· Beerta
· Bellingwedde
· Bellingwolde
· Bierum
· De Marne
· Delfzijl 
· Eemsmond
· Eenrum
· Ezinge
· Finsterwolde
· Grijpskerk
· Grootegast
· Haren
· Hefshuizen
· Hoogezand
· Hoogezand-Sappemeer
· Hoogkerk
· Kantens
· Kloosterburen
· Leek
· Leens
· Loppersum
· Marum
· Meeden
· Menterwolde
· Middelstum
· Midwolda
· Muntendam
· Nieuweschans
· Nieuwe Pekela
· Nieuwolda
· Noordbroek
· Noorddijk
· Oldehove
· Oldekerk
· Onstwedde
· Oosterbroek
· Oude Pekela
· Reiderland
· Sappemeer
· Scheemda
· Slochteren
· Stedum
· Ten Boer
· Termunten
· Uithuizen
· Uithuizermeeden
· Ulrum
· Usquert
· Vlagtwedde
· Warffum
· Wedde
· Wildervank
· Winschoten
· Winsum
· 't Zandt
· Zuidbroek
· Zuidhorn